# Рязанский шпалопропиточный завод
ОАО «Рязанский шпалопропиточный завод» — предприятие в Рязани, производитель шпал и опор для линий электропередачи и связи.

## История
Завод построен в 1880 году инженером Карлом Отто фон Мекк специально для строительства Московской железной дороги по самым передовым на то время технологиям. На протяжении всей своей истории завод не раз реконструировался. После полной модернизации в 1970 году предприятие обрело статус одного из крупнейших и мощнейших в России.
В 2003 году завод вышел из состава ОАО «Российские железные дороги» и стал самостоятельным предприятием.

## Качество продукции и позиция на рынке
Первые сообщения о качестве шпал рязанского шпалопропиточного завода содержатся в «Записках Императорского Русского технического общества», опубликованных в 1901 году, где в отчёте отмечается что после пятилетней эксплуатации шпалы сохранились в отличном состоянии:

На Рязано-Уральской железной дороге, на станции Рязань были уложены осиновые шпалы. Полтора года назад я их осматривал, после пятилетней службы они были совершенно сохранившиеся.
Оригинальный текст (рус.)Были уложены на Рязанско-Уральской дорогѣ, на ст. Рязань осиновыя шпалы. Полтора года назадъ я ихъ осматривалъ, послѣ пятилѣтней службы и онѣ были совершенносохранившимися
В 2000 году завод и его продукция вошли в вышедшие практически полуторамиллионным тиражом «Деловые страницы России».
По состоянию на 2012 год, на заводе действует промышленная узкоколейная железная дорога, одна из немногих сохранившихся в Центральной России.

## Отзывы
По мнению рязанского краеведа Валентина Сафонова изложенном в его путеводителе по времени и по улицам Рязани, завод «убивает дивную красоту Окской поймы».